# ASH DA HERO
ASH DA HERO(애쉬 다 히어로)는 일본의 4인조 록밴드이다. 2021년에 도쿄에서 결성하였다. 공식 팬클럽명은「CircleA」이다.

## 개요
2021년 9월 4일 보컬 ASH의 Zepp Tokyo 원맨 라이브에서 자신의 솔로 프로젝트 완결 선언과 함께, 새로운 밴드「ASH DA HERO」로서의 활동 시작을 발표하였다.

## 멤버

### 현재 멤버

#### ASH (앗슈)보컬
보컬 아이치현 출신. 생일은 9월 21일. 2015년 솔로 보컬리스트로 메이저 데뷔. 2021년 7월에 솔로 프로젝트의 서포트 멤버였던 3명과, Narukaze와 인연이 있던 Dhalsim에게 밴드 결성을 제안한다.

#### Sato (사토)베이스
홋카이도 출신. 생일은 2월 23일. 서포트 뮤지션으로써 8년간을 활동하다가, ASH로부터 갑작스러운 전화로 밴드 권유를 받아 가입한다.

#### WANI (와니)드럼
아이치현 출신. 생일은 2월 1일. 서포트 뮤지션으로써 안정적인 생활을 보내려던 찰나, ASH로부터 갑작스러운 전화로 밴드 권유를 받지만 거절한다. 그러나 다시 한번 연락을 받아 밤중에 공원에서 설득되어 가입한다.

#### Dhalsim (달심)DJ
후쿠오카현 출신. 생일은 9월 2일. 귀향을 준비하던 차에 ASH와 매니저가 갑작스레 SNS를 팔로우한다. 영문을 모른 채 있던 와중, 매니저로부터 연락을 받아 가입한다. 전직 기타리스트.

### 이전 멤버

#### Narukaze (나루카제)기타
오이타현 출신. 생일은 불명. 악곡 제공이나 서포트 뮤지션으로써 활동하다, ASH에게 전화로 밴드 권유를 받아 즉답으로 가입한다. 2024년 9월 12일, 밴드 활동에 대한 방향성 차이로 탈퇴.

## 타이업 일람
| 년도   | 제목                               | 목록                                                                                 |
| ------ | ---------------------------------- | ------------------------------------------------------------------------------------ |
| 2021년 | DAIDARA                            | TVQ 규슈 방송 『BARKUP TV』 2021년 11월 오프닝 테마                                  |
| 2023년 | Judgement                          | TV 아사히 계열 애니메이션 『블루 록』 2기 오프닝 테마                                |
| 2023년 | Judgement                          | TV 사이타마 『마치코미』 2월 엔딩 테마                                               |
| 2023년 | Judgement                          | TV 도쿄/TVQ 규슈 방송 『BARKUP TV』 10~11월 오프닝 테마                              |
| 2023년 | 자기혁명(Jibun Kakumei)            | TV 아사히 계열 『월드 프로레슬링』 2~3월 파이팅 뮤직                                 |
| 2023년 | 자기혁명(Jibun Kakumei)            | TV 가나가와 (tvk) 『관내 데빌』 2월 엔딩 테마                                        |
| 2023년 | 최강의 엔드롤(Saikyou no End Roll) | TBS 계열 『왕의 브런치』 2월 엔딩 테마                                               |
| 2023년 | One Two Three                      | 신일본 프로레슬링 『BEST OF THE SUPER Jr.30』 대회 테마송                            |
| 2023년 | One Two Three                      | TV 아사히 계열 『월드 프로레슬링』 6~7월 파이팅 뮤직                                 |
| 2023년 | GIANT KILLING                      | 신일본 프로레슬링 『G1 CLIMAX 33』 대회 테마송                                       |
| 2023년 | GIANT KILLING                      | TV 아사히계열 『월드 프로레슬링』 8~9월 파이팅 뮤직                                  |
| 2024년 | 옥타브(Octave)                     | 반다이 남코 필름웍스 유통 애니메이션 극장판 『극장판 블루 록 -EPISODE 나기-』 삽입곡 |
| 2024년 | Beast Mode                         | 반다이 남코 필름웍스 유통 애니메이션 극장판 『극장판 블루 록 -EPISODE 나기-』 삽입곡 |
| 2024년 | LOUDER                             | 신일본 프로레슬링 『G1 CLIMAX 34』 대회 테마송                                       |
| 2024년 | LOUDER                             | TV 아사히 계열 『월드 프로레슬링』 8~9월 파이팅 뮤직                                 |
| 2024년 | 랭글러 비트(Wrangler Beat)         | 게임 『배틀 스피리츠 크로스오버』 주제가                                             |

## 주해
1. ↑  ASH DA HERO × FLOW × ROTTENGRAFFTY 트리플 콜라보 곡.